# Amelia Dyer
Amelia Elizabeth Dyer (1836 - 10 de junio de 1896)  fue una "cuidadora de bebés" conocida por ser una de las más prolíficas asesinas en serie de la historia, al haber matado niños que estaban a su cargo durante un periodo de 30 años en la Inglaterra victoriana. Estrangulaba a sus víctimas apretándoles una cinta blanca sobre el cuello.
La detención de Dyer se produjo cuando se descubrió en una bolsa el cadáver de un bebé en el Támesis, con pruebas que condujeron hasta ella. Fue arrestada el 4 de abril de 1896, juzgada por el asesinato de la bebé Doris Marmon y ahorcada el 10 de junio de 1896. En el momento de su muerte, se le atribuyeron un puñado de asesinatos, pero hay pocas dudas de que fue responsable de muchas más muertes similares, posiblemente 400 o más.